# Peter Salovey
Peter Salovey (Cambridge, Massachusetts, EUA, 21 de febrer de 1958) esdevé un dels pioners líders de la intel·ligència emocional i de la investigació de la promoció de la salut. Salovey, especialitzat en psicologia social, actualment és President de la Universitat Yale, prèviament nomenat degà de Yale Graduate School of of Arts and Sciences.

## Biografia

### Primers Anys
Salovey va néixer l'any 1958 a Cambridge, Massachusetts, EUA. Fou el fill gran del matrimoni format per Elaine Salovey, infermera a l'Hospital Jewish i del Medical Center a Brooklyn i, Ronald Salovey, químic, físic i professor d'Enginyeria Química i Ciència de Materials de la Universitat del Sud de Califòrnia. Els seus primers anys els va passar al nord de Nova Jersey, assistint a l'escola secundària de Wiliamsville North High School, un suburbi de Buffalo. Més tard, al 1975, quan el seu pare va ser nomenat professor de la Universitat del Sud de Califòrnia, la família es va traslladar a Nova York, i posteriorment, als suburbis de Los Angeles. Un any més tard, es va graduar a Rolling Hills High School en el Rancho Palos Verdes, Califòrnia, on va ser guardonat com a millor estudiant.

### Trajectòria Acadèmica
Salovey assistí a la Universitat Stanford l'any 1980, on va rebre un AB, títol de llicenciatura atorgat per un curs que inclou un programa en arts liberals, ciències o ambdues, que en el seu cas fou en Psicologia i, un altre títol, AM, en Sociologia, amb honors departamentals i distinció universitària. Més tard s'uní a la Universitat Yale, on es va graduar l'any 1986 i s'incorporà al Departament de Psicologia com a professor ajudant, rebent un Ph. D. per part de la mateixa universitat. En darrer lloc, l'any 1995, va ser nomenat professor a temps complet.
El gener del 2003, fou nomenat degà de la Facultat d'Arts i Ciències, rector l'octubre del 2008 i finalment, al juliol del 2013, el nombraren President de la Universitat Yale. Actualment, Salovey posseeix càrrecs secundaris pel que fa a la docència de la Universitat Yale, com també en Escoles d'Administració i Salut Pública i l'Institut d'Estudis Socials i Polítiques.

### Contribucions
Salovey és autor i/o editor de tretze llibres traduïts a onze idiomes i ha publicat més de 350 articles i assaigs en revistes, que se centren principalment en les emocions humanes i el comportament dirigit a la promoció de la salut. Així doncs, juntament amb John D. Mayer desenvoluparen un marc ampli denominat intel·ligència emocional. Apuesta, narra la teoria que de la mateixa manera que les persones no només disposen d'una àmplia gamma de capacitats intel·lectuals, sinó que també posseeixen un gran nombre d'habilitats emocionals mesurables que afecten profundament el ser pensament i les acciones que aquests realitzen.
Pel que fa a la seva investigació sobre el comportament de salut, Salovey investigà l'eficàcia dels missatges de promoció de la salut en persuadir la gent a canviar els comportaments de risc relacionats amb el càncer i el VIH / SIDA i deixar de fumar.

## Model de Intel·ligència Emocional de Mayer i Salovey
Com s'ha mencionat anteriorment, la majoria de les investigacions en el camp de la intel·ligència emocional que ha realitzat Salovey han estar de la mà de Mayer, al costat del qual ha desenvolupat un model en si sobre la Intel·ligència Emocional.
El concepte d'intel·ligència emocional (IE) està format per dos vocables d'ús bastant comú en el món de la psicologia: intel·ligència i emoció. Encara que durant molts anys aquesta combinació de paraules va ser per a molts una contradicció, ja que uneix dos camps que han estat investigats separadament, el significat original que els professors Peter Salovey i John Mayer tractaven de transmetre al terme, implicava la unió indivisible de les dues esferes (Salovey i Mayer, 1990).
Segons els autors, la IE fa referència a l'habilitat per reconèixer i processar la informació que transmeten les emocions i les seves relacions amb l'entorn i, a partir d'això, raonar i resoldre problemes eficaçment. Aquesta idea es contraposava frontalment amb la tradició filosòfica clàssica, que havia donat suport durant segles el caràcter "devastador" dels estats afectius sobre la raó. En canvi, aquests professors nord-americans, fins a cert punt en consonància amb la proposta darwinista, proposen una visió funcionalista en què més que "segrestar" els nostres pensaments i comportaments, en la majoria dels casos, les emocions presenten una funció útil i adaptativa per nostre benestar i supervivència, incloses les emocions negatives (Salovey, Mayer i Caruso, 2002).
En concret, la definició acadèmica més acceptada defineix la IE com l'habilitat per percebre, valorar i expressar emocions amb exactitud; l'habilitat per accedir i/o generar sentiments que facilitin el pensament; l'habilitat per comprendre emocions i el coneixement emocional i l'habilitat per regular les emocions promovent un creixement emocional i intel·lectual (Mayer i Salovey, 1997).
| Quatre habilitats:     | Descripció: |
| ---------------------- | --- |
| Percepció Emocional:   | És l'habilitat per percebre les pròpies emocions i les dels altres a través del llenguatge, conducta, obres d'art, música, etc. Inclou la capacitat de discriminar expressions precises, honestes i deshonestes.                                                                            |
| Assimilació Emocional: | Habilitat per generar, usar i sentir les emocions com necessàries per comunicar sentiments, o utilitzar-les en processos cognitius. Aquestes prioritzen el pensament i dirigeixen l'atenció a la informació important.                                                                      |
| Comprensió Emocional:  | Habilitat per comprendre la combinació de la informació emocional a través del temps i apreciar els significats emocionals, també es consideren les implicacions de les emocions des del seu significat propi, per tal de comprendre i raonar sobre les emocions per poder-les interpretar. |
| Regulació Emocional:   | És l'habilitat per estar obert als sentiments, modulats pels propis i els dels altres, així com promoure la comprensió i el creixement personal. Aquesta habilitat és usada per calmar les emocions negatives i potenciar les positives.                                                    |

Seguidament, es desenvoluparen models i proves d'intel·ligència emocional com els Test Mayer-Salovey-Caruso.
El Sr. Salovey ha estat membre de Psicologia Social de la Fundació Nacional de Ciència Advisory Panell, l'Institut Nacional de Salut Mental Grup de Treball Ciències del Comportament, i el Consell Assessor Nacional de Salut Mental del NIMH. Era un recipient d'una Fundació de Ciència Nacional Presidencial Premi Jove Investigador, un soci CIS Institut Nacional del Càncer en el Premi d'investigació, i un Abús de Substàncies i Serveis de Salut Mental Administració premi a l'excel·lència. El Sr. Salovey va servir com a president de la Societat de Psicologia General i Tresorer de la Societat Internacional per a la Investigació sobre l'emoció. Va ser l'editor fundador de la Revista de Psicologia General i editor associat de l'emoció i Psychological Bulletin.

## Honors
Salovey ha obtingut múltiples reconeixements en les investigacions realitzades, a més de l'ensenyament i orientació puntuacions dels estudiants graduats, ha guanyat tant la medalla William Clyde Devane per a la Beca Distingit i l'ensenyament a la Universitat Yale i el Premi Lex Hixon '63 per a l'Excel·lència en l'Ensenyament de les Ciències Socials. Ha rebut títols honoraris de la Universitat de Pretòria a Sud-àfrica i la Universitat Xangai Jiao Tong. Va ser triat membre de l'Acadèmia Americana de les Arts i les Ciències i l'Institut de Medicina de l'Acadèmia Nacional el 2013.

## Publicacions més rellevants

### Llibres
- Caruso, D. R., & Salovey, P. (2004). The emotionally intelligent manager: How to develop and use the four key emotional skills of leadership. San Francisco, CA: Jossey-Bass.
- Feldman Barrett, L., & Salovey, P. (Eds.). (2002). The wisdom in feeling: Psychological processes in emotional intelligence. New York: Guilford Press.
- Salovey, P. (Ed.). (1991). The psychology of jealousy and envy. New York: Guilford Press.
- Salovey, P., Brackett, M. A., & Mayer, J. D. (Eds.). (2004). Emotional intelligence: Key readings on the Mayer and Salovey model. Port Chester, NY: Dude Press.
- Salovey, P., & Rothman, A. J. (Eds.). (2003). The social psychology of health: Key readings. Philadelphia, PA: Psychology Press.
- Salovey, P., & Sluyter, D. (Eds.). (1997). Emotional development and emotional intelligence: Educational implications. New York: Basic Books.
- Singer, J. A., & Salovey, P. (1993). The remembered self: Emotion and memory in personality. New York: The Free Press.

### Articles en revistes
- Apanovitch, A. M., McCarthy, D., & Salovey, P. (2003). Using message framing to motivate HIV testing among low-income, ethnic minority women. Health Psychology, 22, 60-67.
- Brackett, M. A., Rivers, S. E., Shiffman, S., Lerner, N., & Salovey, P. (2006). Relating emotional abilities to social functioning: A comparison of self-report and performance measures of emotional intelligence. Journal of Personality and Social Psychology, 91, 780-795.
- Grewal D., & Salovey, P. (2005). Feeling smart: The science of emotional intelligence. American Scientist, 93, 330-339.
- Lopes, P. N., Brackett, M. A., Nezlek, J. B., Schütz, A., Sellin, I., & Salovey, P. (2004). Emotional intelligence and social interaction. Personality and Social Psychological Bulletin, 30, 1018-1034.
- Mayer, J. D., Salovey, P., & Caruso, D. R. (2008). Emotional intelligence: New ability or eclectic traits? American Psychologist, 63, 503-517.
- Mayer, J. D., Salovey, P., Caruso, D. R., & Sitarenios, G. (2003). Measuring emotional intelligence with the MSCEIT V2.0. Emotion, 3, 97-105.
- Salovey, P., & Grewal, D. (2005). The science of emotional intelligence. Current Directions in Psychological Science, 14, 281-285
- Salovey, P., Rothman, A. J., Detweiler, J. B., & Steward, W. (2000). Emotional states and physical health. American Psychologist, 55, 110-121.
- Williams-Piehota, P., Pizarro, J., Schneider, T. R., Mowad, L., & Salovey, P. (2005). Matching health messages to monitor-blunter coping styles to motivate screening mammography. Health Psychology, 24, 58-67.